# Episcie

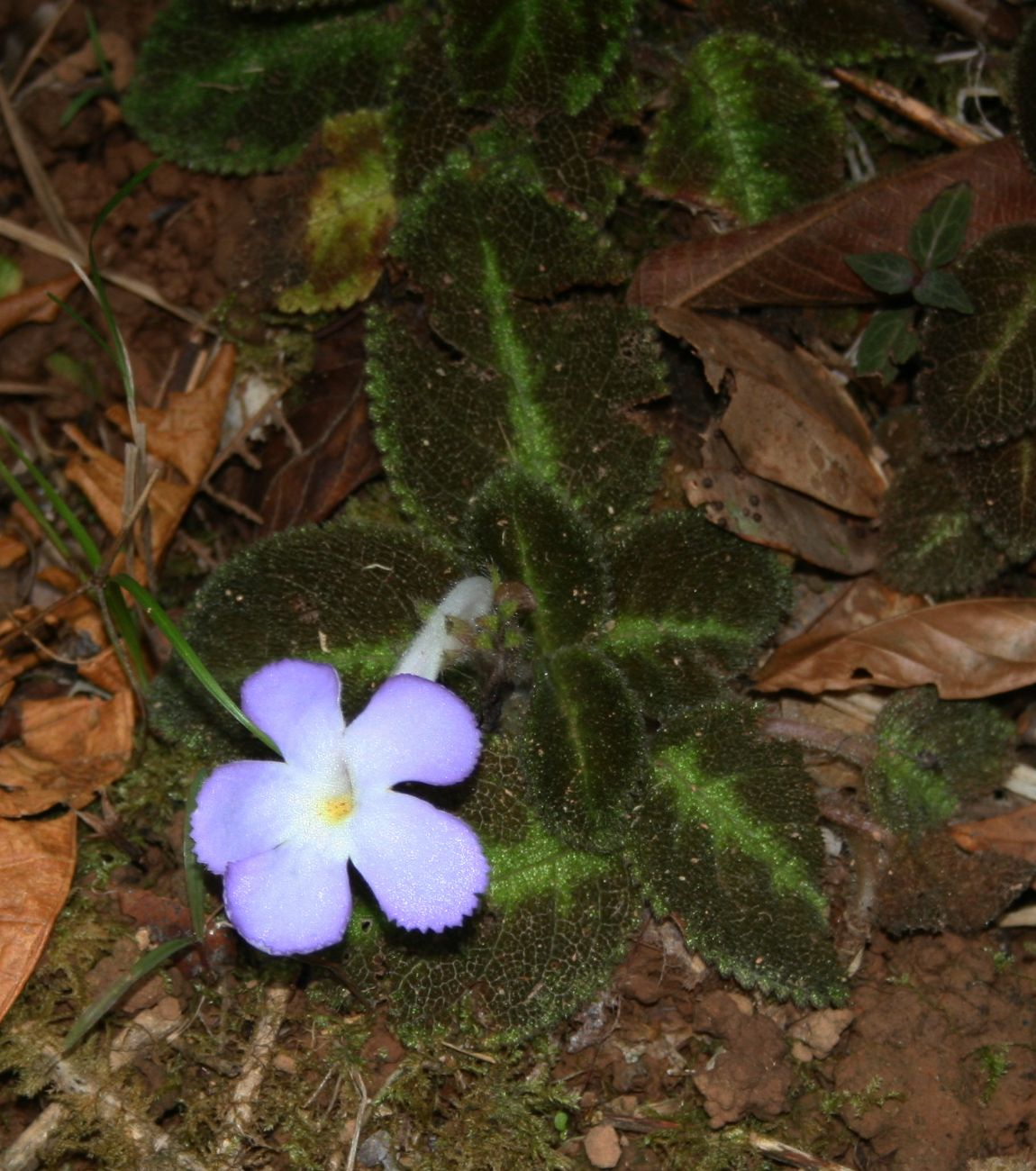
Episcia lilacina

Episcie (Episcia) je rod rostlin z čeledi podpětovité. Zahrnuje 10 druhů a je rozšířen v tropické Americe. Episcie jsou nízké plazivé byliny s chlupatými a často různě mramorovanými či zbarvenými listy a nápadnými květy různých barev. Jsou pěstovány jako okrasné rostliny dekorativní listem i květem a byla vyšlechtěna řada kříženců a kultivarů.

## Popis
Episcie jsou nízké, pozemní nebo epifytické byliny s poléhavými nebo plazivými stonky. Stonek je jednoduchý nebo větvený, v uzlinách kořenující. Listy jsou vstřícné, často nahloučené, vejčité, eliptické nebo kopinaté, na vrcholu špičaté nebo zaoblené, na bázi klínovité až srdčité, měkce chlupaté. Na líci jsou tmavě zelené nebo s rozličnou kresbou, spodní strana bývá zbarvená. Řapík je krátký. Květy jsou nápadné, dvoustranně souměrné, jednotlivé nebo po 2 až 6 ve stopkatých květenstvích. Kalich je často nepravidelný, složený z 5 volných nebo na bázi srostlých lístků. Koruna je bílá, žlutá, modrá, purpurová nebo červená, miskovitá až zvonkovitá, na bázi se zřetelnou ostruhou. Korunní trubka je úzká, trubkovitá, většinou nad ostruhou a u ústí zúžená, zakončená 5 laloky. Laloky jsou zaokrouhlené, celokrajné, drobně zubaté nebo třásnité. Tyčinky jsou 4, jsou přirostlé u báze korunní trubky a nevyčnívají. Semeník je svrchní, s čnělka|čnělkou zakončenou dvoulaločnou bliznou. Čnělka nevyčnívá z květu. Plodem je dužnatá tobolka pukající dvěma chlopněmi. Semena jsou elipsoidní, hnědá, lesklá.

## Rozšíření
Rod episcie zahrnuje v současném taxonomickém pojetí 10 druhů. Vyskytuje se v tropické Americe od Nikaraguy po Brazílii a Peru. Rostou spíše v nižších nadmořských výškách, v roce 2008 však byl z Venezuely popsán nový druh Episcia duideae, který se vyskytuje na stolových horách ve výšce 1500 až 1600 metrů.

## Taxonomie
Rod Episcia je v současné taxonomii řazen v rámci čeledi Gesneriaceae do podčeledi Gesnerioideae a do tribu Episcieae, který zahrnuje celkem 17 rodů.
V minulosti byl pojat mnohem šířeji. V roce 1978 jej revidoval Hans Joachim Wiehler. Mnoho druhů bylo přesunuto jinam, zejména do rodů Alsobia, Nautilocalyx a Paradrymonia. Toto pojetí bylo potvrzeno i fylogenetickými molekulárními studiemi.

## Význam
Episcie jsou pěstovány jako pokojové rostliny, okrasné zejména listem. Byla vyšlechtěna celá řada kultivarů, vzniklých zejména křížením různých forem Episcia cupreata, E. reptans a E. lilacina.

Různé druhy a kultivary episcií jsou pěstovány ve sklenících botanických zahrad.

## Pěstování
Episcie jsou tropické rostliny, kterým vyhovuje teplota v rozpětí 18 až 32 °C. Pokles teplot pod 15 nebo 16 °C špatně snášejí a při teplotách pod 10 °C odumírají růstové vrcholy. Prospívají v humusem bohaté, propustné zemině a spíše v mělčích nádobách. Půda by měla být stále přiměřeně vlhká a nesmí vyschnout, některým druhům a kultivarům škodí též příliš vydatná zálivka. Episcie ochotně rostou i ve stínu, ke zdárnému kvetení však potřebují přiměřené světlo. Různé druhy a jejich hybridy mají různé světelné nároky. Obecně formy se zelenými nebo stříbrnými listy se spokojí s menším osvětlením, zatímco formy s hnědými nebo měděnými listy vyžadují silné světlo. Při vyšší vzdušné vlhkosti (70 %) se jim daří lépe, rostou však i v rozpětí 40 až 50 %.
Množí se snadno odnožemi, které tvoří na koncích oddenků, dále je možno je množit listovými řízky, což je zdlouhavější, a také výsevem semen.